# Schwert des Schicksals – Attilas blutiges Vermächtnis
Schwert des Schicksals – Attilas blutiges Vermächtnis (Originaltitel Cerberus) ist ein US-amerikanisch-rumänischer Fantasyfernsehfilm aus dem Jahr 2005 von John Terlesky. In den Film fließen lose historische Einflüsse der griechischen Mythologie, des Römischen Reiches und Attilas hinein.

## Handlung
Marcus Cutter und seine Handlanger stehlen den Brustpanzer von Attila dem Hunnen aus einem Museum in Bukarest, Rumänien. Bei ihrer Flucht töten sie den Kurator Professor Radu und mehrere Wachleute, bevor sie mit dem Hubschrauber fliehen. Seine ehemalige beste Studentin Dr. Samantha Gaines organisiert währenddessen eine Ausstellung in New York City. Während sie auf die Ausstellungsstücke wartet, wird ihr Bruder Zach entführt. Cutter und seine Leute stecken dahinter, da sie ein Druckmittel brauchen, damit ihnen Samantha bei der Suche nach dem legendären Schwert des Kriegsgottes Mars hilft.
Samantha stimmt den Entführern zu und begibt sich in deren Fänge. Ihr Weg führt sie zurück nach Rumänien, wo sie während ihres Studiums vier Jahre lang lebte. Während der Fahrt wird sie vom CIA-Agent Jake Addams und seinem Team aus den Fängen ihres Entführers befreit. Dank Bildern vom Brustharnisch ist Samantha in der Lage die Inschriften zu entziffern und findet den Ort, wo das Schwert versteckt liegt, tief im Herzen von Rumänien.
Das Grab befindet sich bei einem alten Kastell der Römer. Allerdings wird das Schwert von dem Cerberus bewacht. Als das Schwert in die Hände von Cutter gelangt, richtet er es gegen seinen eigentlichen Auftraggeber dem koreanischen Geschäftsmann und ehemaligen General Kul Jae Sung, der als größenwahnsinniger und gefährlicher Terrorist international gesucht wird. Außerdem läuft der Cerberus Amok. Samantha muss nun sowohl Cutter als auch den dreiköpfigen Hund besiegen.

## Hintergrund
Der Film wurde in den MediaPro Studios in Bukarest gedreht. Außenaufnahmen wurden ebenfalls in der rumänischen Hauptstadt verwirklicht. Das Budget lag bei geschätzten 1,7 Mio. US-Dollar. Drehbeginn war der 29. Juli 2004, der letzte Drehtag war der 25. August 2004.

## Rezeption
„Unterproduziertes Fantasy-Abenteuer mit lausigen Effekten, das unbedarft aus dem Mythen-Fundus schöpft.“

Christopher Armstead beurteilt den Film als nicht so schlecht.
Auf Rotten Tomatoes hat der Film bei über 500 Publikumsbewertungen eine Wertung von 21 %.